# Ekseption
Gli Ekseption sono stati un gruppo musicale olandese principalmente strumentale originario di Haarlem e attivo con questo nome dalla fine degli anni '60 alla fine degli anni '80.

## Storia del gruppo
Il gruppo è nato col nome The Jokers, che è stato cambiato prima in Incrowd e poi, nel 1967 in Ekseption.
Dopo aver siglato un contratto con la Philips Records, la band pubblica il suo album discografico omonimo di debutto nel 1969. Nel 1970 esce un concept album (Beggar Julia's Time Trip) incentrato sulla figura di una donna medievale che viaggia musicalmente nel tempo. . Nel frattempo il gruppo modifica spesso la propria line-up. Nel 1971 è la volta di 00.04, realizzato con un'orchestra ed un coro. L'anno seguente esce invece 5, in cui ci sono costanti riferimenti a Bach, come negli album precedenti. Fa seguito un tour europeo, mentre nel '73 il gruppo subisce un cambio di formazione per dissidi interni. Viene poi registrato Trinity, il sesto album del gruppo.
Nel 1974 van der Linden, anima del gruppo, lascia la band, che comunque continua il proprio percorso con Bingo, che ha tendenze jazz.
Seguono, nel 1975 e nel '76, altri due album. Il poco successo porta il gruppo a sciogliersi definitivamente con alcuni membri che creano gli Spin.
Nel 1978 il gruppo viene ricostituito da van der Linden e van den Broek e viene registrato Ekseption '78. Nel 1981, dopo un album a nome Cum Laude, esce una raccolta Dance Macabre, con l'operazione che viene ripetuta nel 1989. Segue un nuovo scioglimento del gruppo.
Nel 1994 la band si riunisce occasionalmente per una serie di concerti e per pubblicare un album live. Nel 2003 gli Ekseption si riformano per idea di van der Linden e di sua moglie. Nello stesso anno muore van Kampen. Nel 2006 muore anche van der Linden e il capitolo Ekseption si chiude definitivamente.

## Formazione
- Rein van den Broek - tromba, flicorno (1967-1976; 1978-1989)
- Rick van der Linden - piano, organo, spinetta, effetti, synth, mellotron (1967-1974; 1978-1989)

A loro si sono aggiunti numerosi artisti come Cor Dekker (basso), Peter De Leeuwe (batteria, voce), Dick Remelink (sax, flauto), che hanno collaborato in periodi diversi col gruppo.

## Discografia parziale
- Ekseption (1969)
- Beggar Julia's Time Trip (1970)
- Ekseption 3 (o 3, 1970)
- Ekseption 00.04 (o 00.04, 1971)
- Ekseption 5 (o 5, 1972)
- Trinity (1973)
- Bingo (1974)
- Mindmirror (1975)
- Back to the Classics (1976)
- Spin (come Spin, 1976)
- Whirlwind (come Spin, 1977)
- Ekseption '78 (1978)
- Dance Macabre (1981)
- Ekseption '89 (1989)